# Сіяк Микола Михайлович
Мико́ла Миха́йлович Сія́к (1872 с. Зушиці, тепер Городоцького району, Львівська область — 3 листопада 1937, Сандармох) — офіцер Української Галицької Армії, педагог.

## Життєпис
Народився в Галичині 1872 року в с. Зушиці Львівського повіту (Королівство Галичини і Володимирії, Австро-Угорщина, тепер Городоцького району, Львівська область, Україна). Син вчителя Михайла Сіяка, що вийшов на емеритуру (пенсію) як директор школи ім. Бориса Грінченка у Львові. Брат Сіяків Івана, Остапа.
Був офіцером австрійської та Української Галицької армій (зокрема, мав ранг сотника, служив у складі Тернопільської окружної військової команди). Згодом у лавах РСЧА (1920—1921). Здобув вищу юридичну освіту. 
Був членом КП(б)У. Працював заввідділу Наркомюсту УСРР (1921–1922), був аспірантом (1926–1930), викладач німецької мови в Інституті комуністичної освіти (Харків), мав посаду доцента. Перед арештом проживав за адресою: м. Харків, вул. Римарська, буд. 19, кв. 30.
Заарештований: 31 грудня 1932 р. у справі «Української військової організації». Судовою трійкою при Колегії ДПУ УСРР 23 вересня 1933 р. засуджений за ст. 54-11 КК УСРР на 10 років виправно-трудових таборів.
Відбував покарання у Соловках (спецізолятор). Особливою трійкою УНКВД ЛО 9 жовтня 1937 р. засуджений до найвищої кари.
Розстріляний: 3 листопада 1937 р. в Карелії (Сандармох). Реабілітований: прокуратурою Харківської області (10.05.1989); прокуратурою Архангельської області РРФСР (17.07.1989).